# Мужская сборная России по водному поло
Мужская национальная сборная России по водному поло — представляет Россию на международных соревнованиях по водному поло. Является правопреемницей сборной СССР.

## Результаты

### Олимпийские игры
- 1996 — 5-е место
- 2000 —
- 2004 —
- 2008 — не участвовала
- 2012 — не участвовала
- 2016 — не участвовала
- 2020 — не участвовала

### Чемпионаты мира
- 1994 —
- 1998 — 6-е место
- 2001 —
- 2003 — 10-е место
- 2005 — 7-е место
- 2007 — 7-е место
- 2009 — не участвовала
- 2011 — не участвовала
- 2013 — не участвовала
- 2015 — 14-е место
- 2017 — 8-е место
- 2019 — не участвовала
- 2022 — не допущена
- 2023 — не допущена
- 2024 — не допущена

### Чемпионаты Европы
- 1993 — 6 место
- 1995 — 6 место
- 1997 —
- 1999 — 5 место
- 2001 — 5 место
- 2003 — 4 место
- 2006 — 9 место
- 2008 — 10 место
- 2010 — 11 место
- 2012 — не участвовала
- 2014 — 11 место
- 2016 — 8 место
- 2018 — 7 место
- 2020 — 8 место
- 2022 — не участвовала
- 2024 — не участвовала

### Мировая лига
- 2002 —
- 2003 — не участвовала
- 2004 — не участвовала
- 2005 — 6-е место
- 2006 — Предварительный раунд
- 2007 — Предварительный раунд
- 2008 — Предварительный раунд
- 2009 — Предварительный раунд
- 2010 — Предварительный раунд
- 2011 — Предварительный раунд
- 2012 — Предварительный раунд
- 2013 — 5-е место[1]
- 2014 — Предварительный раунд
- 2015 — Предварительный раунд
- 2016 — Предварительный раунд
- 2017 — 5-е место
- 2018 — Предварительный раунд
- 2019 — Предварительный раунд

### Кубок мира
- 1993 — 5-е место
- 1995 —
- 1997 — 4-е место
- 1999 — 4-е место
- 2002 —
- 2006 — 8-е место
- 2010 — не участвовала
- 2014 — не участвовала
- 2018 — не участвовала

## Состав
Заявка на чемпионат Европы 2020 года
- Вратари: Петр Федотов («Спартак-Волгоград»), Виталий Стаценко («ЦОП Москомспорта»).
- Защитники: Константин Киселёв («Спартак-Волгоград»), Иван Сучков («Динамо» (Москва)).
- Центральные нападающие: Сергей Лисунов (капитан) («Синтез»), Никита Деревянкин («Синтез»), Игорь Бычков («Динамо» (Москва)).
- Подвижные нападающие: Иван Нагаев («Васпо» (Ганновер), Иван Васильев («Балтика»), Даниил Меркулов («Юг»), Роман Шепелев («Динамо» (Москва), Константин Харьков («Младост»), Артём Ашаев («Спартак-Волгоград»).